# 都道府県リーグ (サッカー)
都道府県リーグ（とどうふけんリーグ）は、日本におけるサッカーのリーグの1つであり、Jリーグ、日本フットボールリーグ、地域リーグの下に位置する社会人サッカーのリーグ戦のカテゴリーをいう。

## 概要
各都道府県のサッカー協会が主管するリーグで、多くの都道府県においては都道府県リーグ自体が2部あるいは3部構成となっており、日本サッカー（男子・成人）のリーグ構成における最下位のカテゴリーに相当する。なお、北海道では全道リーグが地域リーグ相当となるため、道内の各ブロック単位（札幌、道央・道北、道南、道東）でのブロックリーグが都道府県リーグの役割を果たす。そのほか、一部の県では当該県内でさらに細分化された地域ごとの下部リーグを設けている場合もある。参加チームは日本サッカー協会を通じて各都道府県のサッカー協会にチーム登録を行い、同時に各都道府県の社会人サッカー連盟および全国社会人サッカー連盟に加盟することになる。試合会場は各都道府県協会が設定するが、試合可能な会場が限られることもあり、各節ごとに集中開催方式で開催されることが多い。
新たにチームが設立された場合には都道府県リーグの最下位カテゴリに参入することになるが、近年はJリーグ参加を目指すチームについては実力などを考慮し、当該都道府県内の最上位カテゴリーに「飛び級」昇格するケースもある。例えば沖縄県リーグではFC琉球と沖縄SVが共に参加2年目に3部から1部へ昇格している。そのほか、上位カテゴリに参入していたチームが何らかの事情により脱退を余儀なくされ、都道府県リーグからの再参入をする場合なども、特例で当該都道府県内の最上位カテゴリーからスタートさせる場合もある（JFL脱退時の三菱自動車水島FCなど）。なお、これらの特別な対応は、各都道府県サッカー協会の裁量に委ねられる。

## 昇降格
各都道府県リーグの上位（おおむね1位ないしは2位）に入ると、各地域ごとに以下の大会への出場資格を得て、この大会で上位に入ると地域リーグへ昇格（地域リーグの下位が自動降格）となる。地域リーグ下位との間で入れ替え戦を行うケースもある。
- 北海道（札幌／道央・道北／道南／道東）- ブロックリーグ決勝大会
- 北東北（青森県／岩手県／秋田県）- 各県1部リーグ優勝チームが自動昇格
- 南東北（宮城県／山形県／福島県）- 各県1部リーグ優勝チームが自動昇格
- 関東（茨城県／栃木県／群馬県／埼玉県／千葉県／東京都／神奈川県／山梨県）- 関東社会人サッカー大会
- 北信越（新潟県／長野県／富山県／石川県／福井県）- 北信越チャレンジリーグ
- 東海（静岡県／愛知県／岐阜県／三重県）- 東海社会人サッカートーナメント大会
- 関西（滋賀県／京都府／大阪府／兵庫県／奈良県／和歌山県）- 関西府県サッカーリーグ決勝大会
- 中国（鳥取県／島根県／岡山県／広島県／山口県）- 中国地域県リーグ決勝大会
- 四国（香川県／徳島県／愛媛県／高知県）- 四国リーグチャレンジチーム決定戦
- 九州（福岡県／佐賀県／長崎県／熊本県／大分県／宮崎県／鹿児島県／沖縄県）- 九州各県リーグ決勝大会

都道府県リーグ内での昇降格は各リーグの記事を参照のこと。